# تامسون آلن
 تامسون آلن (انگلیسی: Thomson Allan؛ زادهٔ ۵ اکتبر ۱۹۴۶) یک بازیکن فوتبال اهل اسکاتلند است.